# Heidenheim (district)
Heidenheim este un district rural (Landkreis) în landul Baden-Württemberg, Germania.
1. 1 2  GeoNames